# Regering van IJsland
De regering van IJsland (Ríkisstjórn Íslands) bestaat uit de premier van IJsland samen met de ministers.
De grondwet van IJsland bepaalt dat de regering samen met de president (het staatshoofd) de uitvoerende macht van het land vormt. 